# John Henry Constantine Whitehead
John Henry Constantine Whitehead (Chenai, 11 de novembro de 1904 — Princeton, 8 de maio de 1960), conhecido como Henry, foi um matemático britânico e um dos fundadores da teoria da homotopia. Nasceu em Chennai (então conhecido como Madras), na Índia, e morreu em Princeton, Nova Jersey, em 1960.

## Vida
JHC (Henry) Whitehead era filho do Rev. Henry Whitehead, Bispo de Madras, que havia estudado matemática em Oxford, e era sobrinho de Alfred North Whitehead e Isobel Duncan. Ele foi criado em Oxford, foi para Eton e estudou matemática no Balliol College, Oxford. Após um ano trabalhando como corretor da bolsa, na Buckmaster & Moore, ele começou um Ph.D. em 1929 na Universidade de Princeton. Sua tese, intitulada A representação de espaços projetivos, foi escrita sob a direção de Oswald Veblen em 1930. Enquanto em Princeton, ele também trabalhou com Solomon Lefschetz.
Ele se tornou um companheiro de Balliol em 1933. Em 1934 ele se casou com a pianista Barbara Smyth, tataraneta de Elizabeth Fry e uma prima de Peter Pears; eles tiveram dois filhos. Em 1936, ele co-fundou a The Invariant Society, a sociedade de estudantes de matemática em Oxford.
Durante a Segunda Guerra Mundial, ele trabalhou em pesquisa operacional para guerra submarina. Mais tarde, juntou-se aos decifradores de Bletchley Park e, em 1945, era um dos quinze matemáticos que trabalhavam na "Newmanry", uma seção chefiada por Max Newman e responsável por quebrar uma criptografia de teleimpressor (teletipo, teletipo ou TTY) alemão usando métodos elétrico mecânicos. Esses métodos incluíam a máquina Colossus, os primeiros computadores eletrônicos digitais.
De 1947 a 1960, ele foi Professor de Matemática Pura no Magdalen College, Oxford.
Ele se tornou presidente da London Mathematical Society (LMS) em 1953, cargo que ocupou até 1955. O LMS estabeleceu dois prêmios em memória de Whitehead. O primeiro é o prêmio anual concedido a vários destinatários do Prêmio Whitehead; o segundo, um Prêmio Whitehead Sênior concedido bienalmente.
Joseph J. Rotman, em seu livro sobre topologia algébrica, como um tributo ao intelecto de Whitehead, diz: "Existe uma hipótese de que todo livro de topologia algébrica termina com a definição da garrafa de Klein ou é uma comunicação pessoal para JHC Whitehead".
No final dos anos 1950, Whitehead abordou Robert Maxwell, então presidente da Pergamon Press, para iniciar um novo jornal, Topology, no entanto Whitehead morreu antes de sua primeira edição aparecer em 1962.
Whitehead morreu de um ataque cardíaco assintomático durante uma visita à Universidade de Princeton em maio de 1960.

## Trabalho
A definição de Whitehead dos complexos CW deu um cenário para a teoria da homotopia que se tornou padrão. Ele introduziu a ideia da teoria da homotopia simples, que mais tarde foi muito desenvolvida em conexão com a teoria K algébrica. O produto Whitehead é uma operação na teoria da homotopia. O problema de Whitehead nos grupos abelianos foi resolvido (como uma prova de independência) por Saharon Shelah. Seu envolvimento com a topologia e a conjectura de Poincaré levou à criação do manifold de Whitehead. A definição de módulos cruzados fica por conta dele. Ele também fez contribuições importantes em topologia diferencial, particularmente em triangulações e suas estruturas suaves associadas.

## Prémios e honrarias
- Prémio Berwick Sénior 1948[9]